# Liriomyza asteriphila
Liriomyza asteriphila är en tvåvingeart som beskrevs av Zlobin 1996. Liriomyza asteriphila ingår i släktet Liriomyza och familjen minerarflugor.
Artens utbredningsområde är Jamaica. Inga underarter finns listade i Catalogue of Life.